# Le Crime du grand-père
Pour plus de détails, voir Fiche technique et Distribution.
Le Crime du grand-père est un film muet français réalisé par Léonce Perret et Jacques Roullet, sorti en 1910.

## Fiche technique
- Titre : Le Crime du grand-père
- Réalisation : Léonce Perret, Jacques Roullet
- Scénario : Abel Gance
- Photographie :
- Société de production : Société des Etablissements L. Gaumont
- Pays d'origine :  France
- Format : Noir et blanc — 35 mm — 1,33:1 — Muet
- Métrage : 236 mètres
- Genre : Film dramatique
- Durée : 8 minutes
- Dates de sortie :
  -  France : 1910

## Distribution
- Suzy Prim
- Suzanne Privat
- Séverin-Mars
- Simone Vaudry